# Joseph Micault d'Harvelay
, signore di Harvelay e Barone di Toury (1723 – 1786), fu un esponente della finanza francese del diciottesimo secolo, Guardia del Tesoro Reale e Consigliere di Stato sotto il regno di Luigi XVI.

## Biografia
Nacque nel 1723 da Vivant Micault de Couberton (d'Harvelay) e da Catherine Nugues. Il padre fu avvocato in parlamento, commissario generale di polvere e salnitro e fermier géneral, particolare figura dello stato assolutista francese, derivata dal gabelliere medievale, con l'incarico del prelevamento delle imposte indirette. 
Pronipote di Jean Paris de Montmartel, divenne suo successore nel 1755 dopo che il prozìo cadde in disgrazia. 
Sposò nel 1762 Anne-Rose de Nettine (1739-1812), sorellastra del banchiere Jean-Joseph de Laborde. Anne-Rose era figlia di Mathias de Nettine, appartenente ad una ricchissima famiglia di finanzieri olandesi e di Barbe Stoupy, banchiera imperiale a Bruxelles, nominata Viscontessa de Nettine motu-proprio direttamente dall'imperatrice Maria Teresa, alla quale fornì molti fondi durante le sue guerre. 
Joseph Micault d'Harvelay e sua moglie non ebbero figli; sarà il nipote, François-Louis-Joseph Laborde de Méréville, il loro unico erede designato dal 1777. Questi divenne infatti assistente di Micault d'Harvelay e nel gennaio del 1785, subentrò ufficialmente nel suo incarico.
Joseph Micault d'Harvelay acquistò il castello di Courbeton a Saint-German-Laval (Seine-et-Marne) e nel 1768 quello di Chessy, che fece ristrutturare trasformandone il giardino in un curato parco all'inglese. Si fece infine costruire dall'architetto Jean-Benoît-Vincent Barré un hotel nel quartiere della Chaussée d'Antin a Parigi.
Morì nel 1786.
STEMMA ARALDICO FAMIGLIA MICAULT D'HARVELAY: su sfondo azzurro, decorato con un gallone d'oro e tre gatti color argento, seduti e con lo sguardo rivolto all'osservatore.
| Controllo di autorità | VIAF (EN) 7800150567633106370007 |